# جنازة عسكرية
الجِنَازة العسكرية هي عبارة عن مجموعة مراسيم دينية، وعسكرية لدفن الشخصيات العسكرية في الدولة، أو الشخصيات المدنية ذات التأثير البارز فيها. تعتبر الجنازة العسكرية خليطًا من التشييع الشعبي والرسمي، ويشارك غالبًا القادة البارزون، والسياسيون، وعائلة المتوفى، بالإضافة إلى فئات أخرى من الشعب.

## طريقة الجنازة
بخلاف الجنازة التقليدية، يُحمل النعش على عربة مدفع، ويقوم بجرها عدد من الأحصنة، التي يقودها عدد من الجنود الفرسان. ويتقدم العربة مجموعة عدد من الجنود يمشون بانتظام، يحمل بعضهم أكاليل الزهور، ونياشين، وأوسمة المتوفى، ثم يتبع ذلك فرقة من الجنود الذين يعزفون الموسيقى العسكرية. تبدأ الجنازة منذ إنزال المُتوفى من الطائرة، أو السيارة، ثم يُسجّى النعش في مكان لإلقاء النظرة الأخيرة، أو للصلاة عليه، ثم يوضع النعش على عربة مدفع، وتقوم الأحصنة بجر العربة حتى الوصول إلى المقبرة، ويتبع العربة الوفود المشاركة في التشييع. يقوم بعد ذلك المشاركون في التشييع لتعزية عائلة المُتوفى.

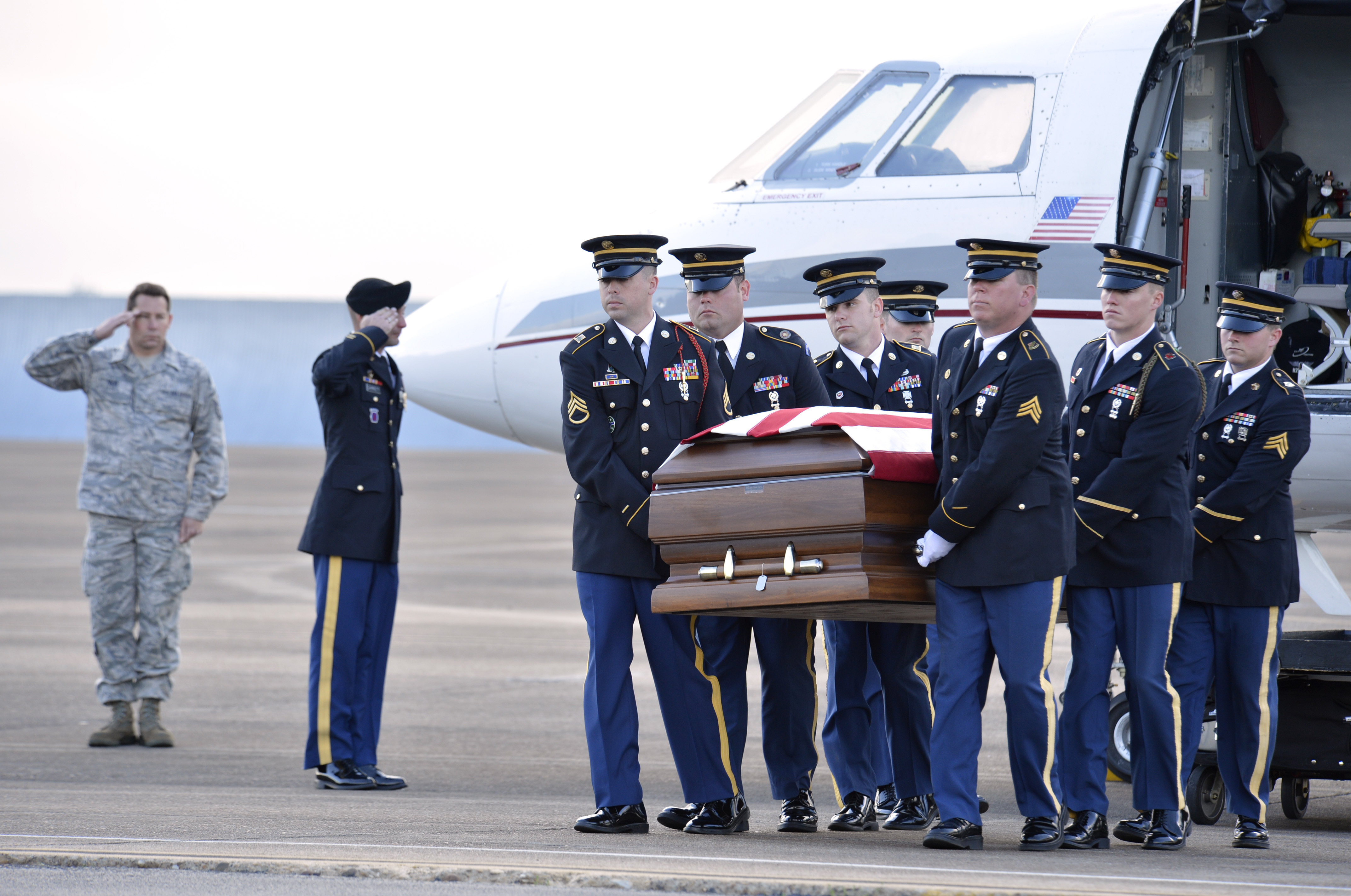
إنزال النعش من الطائرة
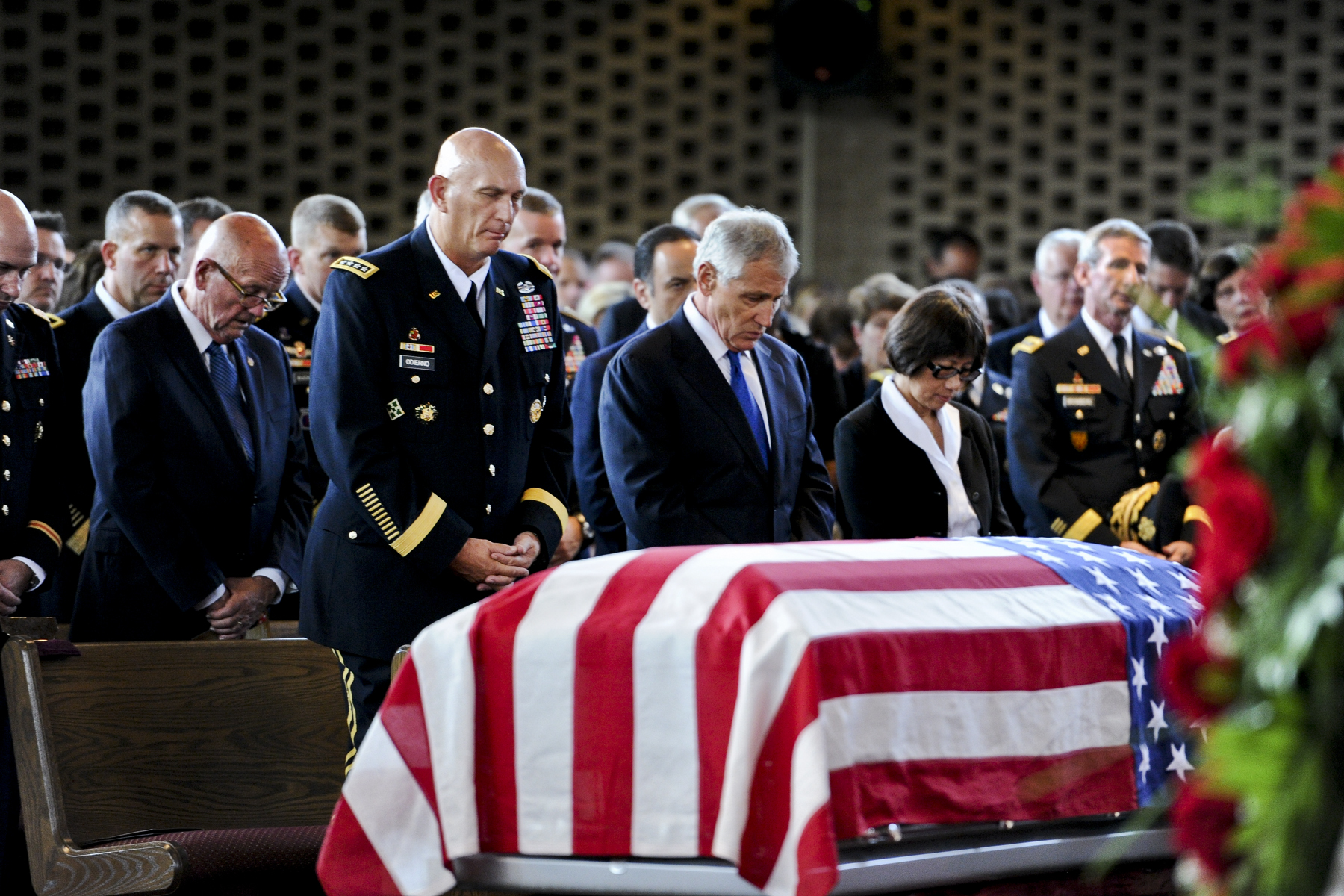
إلقاء نظرة الوداع
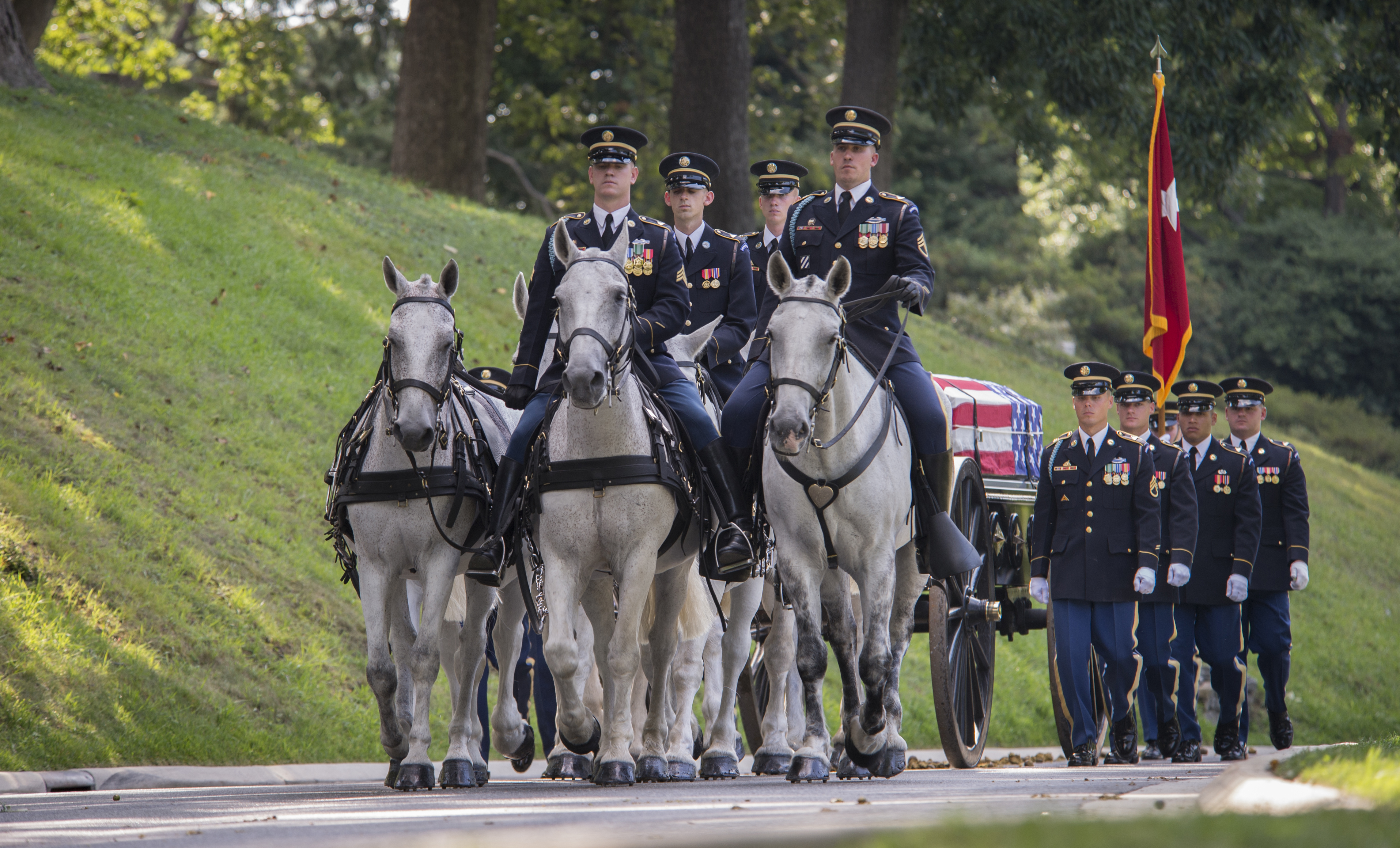
حمل النعش على العربة
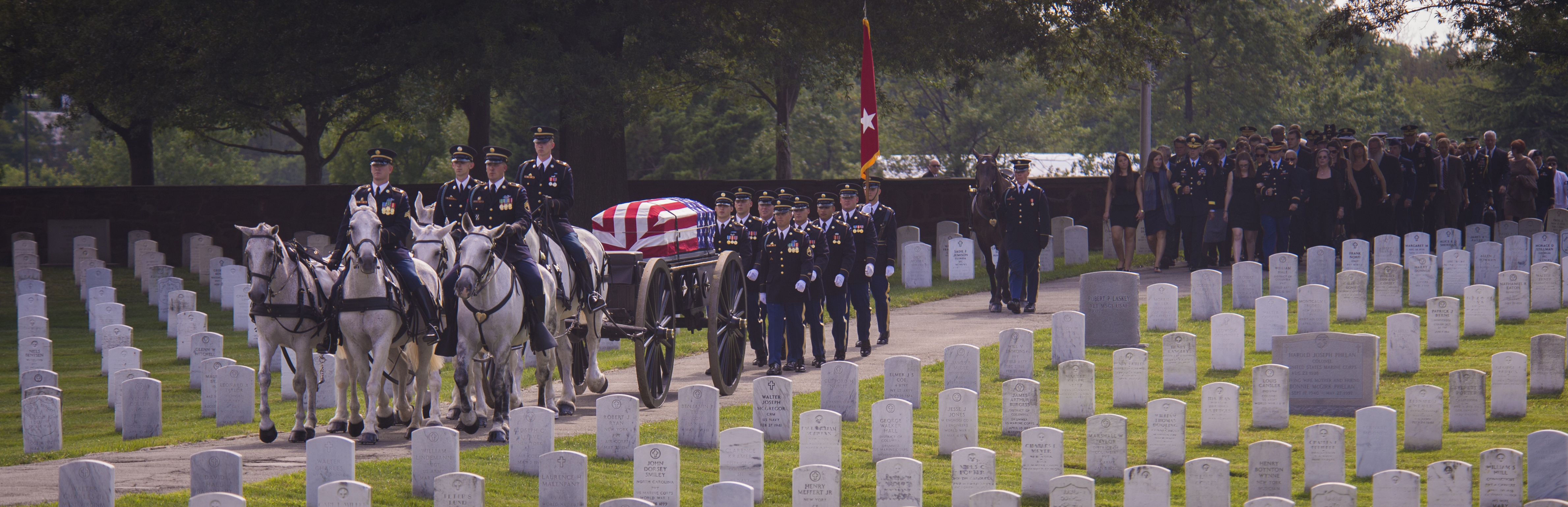
وصول العربة إلى المقبرة تمهيدًا للدفن